# Райнульф I
Райнульф Дренго (Rainulf Drengot) (умер в 1045) — один из первых норманнов, прибывших в Южную Италию, основатель первого норманнского графства Аверса (1030—1045).
В 1017 году Райнульф Дренго и его братья Осмонд, Асклетин, Раульф во главе со старшим братом Жильбером в составе отряда из 250 норманнов прибыли в Южную Италию. Официальной целью было паломничество в святилище Михаила Архангела на Монте-Гаргано, фактически же братья были изгнаны из Нормандии герцогом Ричардом II.
По прибытии норманнский отряд присоединился к апулийским лангобардам, восставшим во главе с Мелусом против византийского ига. В октябре 1018 года повстанцы были разбиты византийским наместником (катапаном) Василием Боиоаннесом на историческом поле при Каннах. Старший брат Жильбер погиб в битве, и Райнульф стал предводителем.
В течение последующих лет отряд норманнов, постоянно пополнявшийся новыми воинами, служил различным правителям Южной Италии, не брезгуя переходом из одного враждующего лагеря в другой.
В 1022 году норманны изменили своему покровителю Пандульфу Капуанскому, открыв ворота Капуи императору Генриху II. В 1024 году Райнульф вновь стал союзником Пандульфа и помог ему в восстановлении на капуанском престоле. В 1029 году Райнульф присоединился к противникам Пандульфа. Последняя измена была вознаграждена: герцог Сергий IV Неаполитанский пожаловал Райнульфу руку своей сестры и графство Аверса (1030 год). Аверса стала первым норманнским графством в Южной Италии и превратилась (вместе с Мельфи, где десятилетием позже осели Отвили) в оплот дальнейшей норманнской экспансии.
В 1034 году после смерти жены Райнульф изменил своему сеньору и благодетелю, вновь приняв сторону Пандульфа Капуанского. Став вассалом Капуи, Райнульф существенно расширил своё графство. В 1038 году, во время карательного похода императора Конрада II, Райнульф ухитрился вновь встать на сторону победителей, принеся вассальную присягу противнику Пандульфа Гвемару IV Салернскому. По ходатайству последнего, император Конрад II подтвердил графское достоинство Райнульфа, и Аверса стала, тем самым, легитимным графством, связанным через своего сеньора Гвемара IV со Священной Римской империей.
Авторитет Райнульфа среди норманнов был неоспоримым. Даже не участвуя напрямую в лангобардо-норманнской войне против Византии, он получил в 1042 году часть захваченных византийских земель, в том числе Монте-Гаргано.
В июне 1045 года Райнульф I умер, его наследником в Аверсе стал его племянник Асклетин.